# Guérech de Bretagne
Guérech de Bretagne, comte de Nantes et duc de Bretagne de 981 à 988.

## Biographie
Fils cadet illégitime d’Alain Barbetorte et de la noble Judith, il succède à son frère Hoël Ier de Bretagne à la mort de celui-ci.
Guérech avait été élevé à l’abbaye de Saint-Benoît-sur-Loire près d’Orléans. Évêque élu de Nantes en 981, mais vraisemblablement non consacré, il n’exerce pas le sacerdoce et c'est Hugues ou Hugo, « personnage de vie sage et austère » selon Albert le Grand qui administre de facto sur le plan spirituel l'église de Nantes. Cependant Guérech retient pendant les sept années de son règne le régaire c'est-à-dire le temporel de l’évêché qu’il administre avec le comté de Nantes.
Il poursuit le combat initié par son frère contre le comte de Rennes Conan le Tort. En 982 Guérech signe un traité avec le comte Guillaume de Poitiers qui confirme les possessions nantaises au sud de la Loire — les pagi d’Herbauges, de Tiffauges et de Mauges — obtenues par son père Alain Barbetorte en 942. Guérech se rend l'année suivante à la cour du roi de Francie Occidentale Lothaire pour lui prêter hommage. Il s’arrête, sur le chemin du retour, chez le comte Geoffroy Ier d'Anjou qui exige pour le libérer qu'il devienne son vassal en reconnaissant avoir reçu du  comte d'Anjou la ville de Nantes.
Cette même année l'épouse de Guérech, Aremburge fait établir une forteresse stratégique à Ancenis. Déjà commanditaire selon la Chronique de Nantes de l’assassinat de Hoël Ier, Conan le Tort, craignant, à juste titre, une alliance entre les comtes de Nantes et d’Anjou contre lui, aurait convaincu le médecin de Guérech, un certain Héroicus, également abbé de l’Abbaye Saint-Sauveur de Redon d’empoisonner le duc.
Guérech meurt comme son frère prématurément, en 988 et est inhumé dans l’Abbaye Saint-Sauveur de Redon. Son épouse  lui avait donné un fils unique, Alain, qui ne lui survit que deux ans.